# John Boyega
John Adedayo Bamidele Adegboyega (n. 17 martie 1992, Londra, Anglia, Regatul Unit) este un actor nigerian-britanic, cunoscut pentru rolul lui Finn din franciza Star Wars.

## Filmografie

### Film
| An   | Titlu                            | Rol                | Note          | Ref.        |
| ---- | -------------------------------- | ------------------ | ------------- | ----------- |
| 2011 | Attack the Block                 | Moses              |               |             |
| 2011 | Junkhearts                       | Jamal              |               |             |
| 2012 | My Murder                        | Shakilus Townsend  | BBC docu-film |             |
| 2013 | Half of a Yellow Sun             | Ugwu               |               |             |
| 2014 | Imperial Dreams                  | Bambi              |               |             |
| 2015 | Star Wars: The Force Awakens     | FN-2187 / Finn     |               |             |
| 2017 | The Circle                       | Ty                 |               |             |
| 2017 | Detroit                          | Melvin Dismukes    |               |             |
| 2017 | Star Wars: The Last Jedi         | Finn               |               |             |
| 2018 | Pacific Rim Uprising             | Jake Pentecost     | Also producer |             |
| 2019 | Star Wars: The Rise of Skywalker | Finn               |               |             |
| 2021 | Naked Singularity                | Casi               |               | [ 5 ] [ 6 ] |
| 2022 | Breaking                         | Brian Brown-Easley | Also producer |             |
| 2022 | The Woman King                   | King Ghezo         |               |             |
| 2023 | They Cloned Tyrone               | Fontaine           |               |             |

### TV
| An      | Titlu                       | Rol               | Note                           |
| ------- | --------------------------- | ----------------- | ------------------------------ |
| 2011    | Da Brick                    | Donnie            | Pilot                          |
| 2011    | Becoming Human              | Danny Curtis      | 4 episodes                     |
| 2011    | Law & Order: UK             | Jamal Clarkson    | Episode: "Survivor's Guilt"    |
| 2012    | My Murder                   | Shakilus Townsend | Television film                |
| 2013    | The Whale                   | William Bond      | Television film                |
| 2014    | 24: Live Another Day        | Chris Tanner      | 4 episodes                     |
| 2015    | Major Lazer                 | Blkmrkt           | Voice role; 10 episodes        |
| 2015    | Saturday Night Live         | Himself           | Segment: "Star Wars Auditions" |
| 2016    | Tinkershrimp & Dutch        | Dutch             | Voice role; 5 episodes         |
| 2017–18 | Star Wars Forces of Destiny | Finn              | Voice role; 2 episodes         |
| 2018    | Watership Down              | Bigwig            | Voice role; 4 episodes         |
| 2019    | Serengeti                   | Narrator          | Voice role; 5 episodes         |
| 2020    | Small Axe                   | Leroy Logan       | Episode: "Red, White and Blue" |

### Teatru
| An   | Titlu             | Rol               | Note                     | Ref.                |
| ---- | ----------------- | ----------------- | ------------------------ | ------------------- |
| 2009 | Six Parties       | Ben               | National Theatre, London | [ 10 ]              |
| 2009 | Category B        | Reece             | Kiln Theatre, London     | [ 11 ]              |
| 2009 | Seize the Day     | Sam               | Kiln Theatre, London     | [ 12 ]              |
| 2009 | Detaining Justice | Guard / Passer-by | Kiln Theatre, London     | [ 13 ]              |
| 2017 | Woyzeck           | Woyzeck           | The Old Vic, London      | [ necesită citare ] |

### Podcasts
| An   | Titlu               | Rol        | Notes      |
| ---- | ------------------- | ---------- | ---------- |
| 2021 | Tomorrow's Monsters | Jack Locke | Producător |

### Jocuri video
| An   | Titlu                             | Rol  | Note |
| ---- | --------------------------------- | ---- | ---- |
| 2015 | Disney Infinity 3.0               | Finn | Voce |
| 2016 | Lego Star Wars: The Force Awakens | Finn | Voce |
| 2017 | Star Wars Battlefront II          | Finn | Voce |

Theme park attractions
| An   | Titlu                                | Rol  | Note                                                   |
| ---- | ------------------------------------ | ---- | ------------------------------------------------------ |
| 2015 | Star Tours – The Adventures Continue | Finn | Scene added for seasonal Season of the Force promotion |
| 2019 | Star Wars: Rise of the Resistance    | Finn | Disney's Hollywood Studios                             |
| 2020 | Star Wars: Rise of the Resistance    | Finn | Disneyland                                             |